# Ilovaisk
Ilovaisk (tiếng Ukraina: Іловайськ) là một thành phố của Ukraina. Thành phố này thuộc tỉnh Donetsk. Thành phố này có diện tích 10,8 km2, dân số theo điều tra dân số năm 2001 là 17620 người.
Các ngôn ngữ được sử dụng tại đây gồm: Nga 82,6% Ukraina 16,8% Armenia 0,2% Romani 0,1%